# Стефаново (област Перник)
Вижте пояснителната страница за други значения на Стефаново.
Стефаново е село в Западна България. То се намира в община Радомир, област Перник.

## География
Китното село Стефаново се намира на около 10 километра от град Радомир, в подножието на планина Острица. В селото има язовир, който предоставя добри условия за любителите на риболова. Стефаново (образувано през 1955 г. от сливането на селата Проваленица и Горни Раковец) е село в Западна България. Намира се в община Радомир, област Перник. Отстои на 50 км югозападно от столицата София и на 9 км югоизточно от град Радомир. Селото лежи на пътя Дупница – Радомир, в близост до автомагистрала „Струма“ (на 10 км западно от пътен възел „Долна Диканя“). Стефаново е обградено от селата: Червена могила (от запад), Друган (от изток) и Долни Раковец (от запад-югозапад).
Землището на Стефаново е сравнително голямо за тази част на България – 31,394 км². Северната му част е заета от хълмисто-планинския релеф на Голо бърдо, а южната е равнинна. В последната са разположени повечето обработваеми земи на селото. Източно от селото се намира язовир „Стефаново“, захранван от един от многобройните потоци, извиращи в Голо бърдо.
Климатът е типично умереноконтинентален със зимни температурни инверсии и мъгли. Преобладаващата почвена покривка е представена от чернозем-смолници и алувиално-ливадни почви.
Местните природни условия са благоприятни за отглеждане на зърнени култури (пшеница, ечемик, слънчоглед), картофи, лен, овощия и др. Голите и затревени околни хълмове са идеална предпоставка за упражняване на пасищно животновъдство.
Населението на село Стефаново към 2017 г. наброява около 300 души (по настоящ и постоянен адрес, т.е. постоянно живущи). През лятото се увеличава значително.

## История
В 1944 година село Проваленица се слива със селото Горни Раковец и образуват днешното Стефаново. Според речника на селищата на Николай Мичев и Петър Коледаров селата са сляти с указ на 13 декември 1955.
Село Стефаново има богата история. Наличните данни сочат за съществуване на интензивен селищен живот в миналото, особено през античността. В селското землище са регистрирани две антични селища, две антични вили и множество могили. Едното антично селище, което впечатлява със значителните си размери от около 100 дка, е разположено в очертанията на предишното село Горни Раковец, в местността „Мали рид“. От него са разкривани стени, изградени от ломен камък и тухли с хоросанова и калова спойка. В същата местност е открита бронзова статуя, накити и много монети. Предполага се, че оттук произхожда и оброчната плочка на Хера (II – III в.) от с. Проваленица, съхранявана в Националния археологически музей. Останките от другото антично селище, което е продължило съществуванието си и през късната античност (IV-VI в.) са разкрити в м. „Кръсто“, на около 1,5 км южно от селото. Въз основа на пръснати из терена археологически материали се предполага, че неговата площ е била около 15 дка. И на това място в миналото са разкривани части от зидове, карамични съдове, монети и др.
Едната антична вила рустика е разкрита при прокопаване на канал край махалата Егреците. Стените ѝ са изградени от ломен камък и тухли на хоросанова спойка. Сред руинити ѝ са разкрити хипокауст (подово отопление) и водопровод. Около вилата се среща изобилие от строителна и битова керамика, пръсната на площ от около 15 дка. В непосредствена близост има две надгробни могили, които несъмнено са нейно притежание.
Другата вила е разкрита в североизточния район на селото, в Дюлгерска махала. В дворовете и нивите в западна посока, на площ от около 15 дка, се намират археологически материали от монументално антично строителство. За размерите и представителността на вилата говорят разкрити фрагменти от колони и две бази с различни размери – едната с диаметър 0,45 м, а другата с диаметър 0,28 м. Вероятно с тази вила е била свързана с една доста голяма могила, върху която през XIX в. е изградена селската черква. В непосредствена близост до могилата са разкривани стени, по всяка вероятност останали от зидани гробници, изградени вторично в могилния насип и около него.
Не е известно дали описаните антични и късноантични селища имат пряк приемник в по-късен период, но със сигурност е установено, че съставните селища на днешното Стефаново – Горни Раковец и Проваленица имат средновековен произход.
Първият писмен запис на селата намираме в османски данъчни документи от XV в, в които са записани под същото име – Проваленича и Ракофче. В обширния тимарски опис на Кюстендилски санджак от 1570/73 г. са вписани като Проваленица и Горни Раковец към каза Радомир. По това време първото село има: 63 християнски семейства, 58 неженени, 5 вдовици и 9 бащинѝ (общо около 350 жители); а второто: 42 християнски семейства, 25 неженени, 3 вдовици и 5 бащинѝ (общо около 250 жители). Селото се среща под същото име и в списъците на джелепкешаните (овцевъдите) от 1576 г.
От така представената информация разбираме, че двете села са населени изцяло с християни и са сравнително многолюдни. Наличието на бащинѝ (общо 14 в двете села) се отъждествява с присъствието на войнуци – немюсюлмани на служба в османската войска, който ползват известни привилегии, включително и данъчни облекчения. Последното обстоятелство позволява акумулиране на средства, както за допълнителна стопанска дейност, така и за дарения и благоустрояване на местните културни институции (черкви, манастири и др.). Тази зависимост се потвърждава от значителния брой християнски култови паметници в района на Проваленица и Раковец.
Именно тези християнски храмове, някои от тях достигнали до нас в руинно състояние, като оброчища или само като имена на местности, категорично свидетелстват за поддържаните вяра и национален дух през вековете на османско робство. В землищата

## Редовни събития
Всяка година се провежда състезанието „мотокрос Стефаново“. Всяка събота и неделя двата отбора на стефаново (мъжете и младежите до 1990) играят контроли или мачове от А окръжна група ЮГ (Перник)
Днес Стефаново е едно сравнително оживено село, особено през топлите месеци, когато в него пребивават много „виладжии“. Една от новите му придобивки е хотелският комплекс „Кралско село“, изграден в близост до зеленчукова и овощна градина и недалеч от язовир „Стефаново“. Гостите на комплекса сами да могат да откъснат екологично чисти плодове и зеленчуци, местно производство, както и да упражняват риболов.
В последно време в Стефаново са изградени два нови параклиса („Св. Йоан“ и „Св. Георги“), но има още много да се прави по запазването на другите културно-историческите паметници. Селският храм „Св. Спас“ се намира в много лошо състояние. Положението му се влошава още повече вследствие разрушителното земетресение в Перник през 2012 г. Заплашен е от пълна разруха, въпреки сърцатите опити на някои местни хора.

## Личности
- Георги Стоименов – граничар. Роден на 6.11.1931 г. в с. Стефаново. Загинал в престрелка с горянска група на 31 март 1952 г. на връх Сарабурун, североизточно от с. Вълче поле, общ. Любимец, обл. Хасково. Произведен посмъртно в чин младши лейтенат.